# 本間菜穂
本間 菜穂（ほんま なほ、2004年4月2日 - ）は、日本の女優、アイドル。埼玉県出身。女性アイドルグループ「FAVO♡」、「ミラクルキャンディーベリー」、「いちごみるく色に染まりたい。」、「LOVE CCiNO」の元メンバー。

## 略歴
2013年9月、株式会社ベリーベリープロダクションに所属。
2016年10月11日、ミラクルキャンディーベリー結成し、オレンジ担当となる。2018年5月、Twitterを始める。2019年3月31日、ミラクルキャンディーベリーが全メンバー卒業し実質解散。同月、FAVO♡を結成しYellow担当となる。2020年4月7日、19日付けでのFAVO♡解散が発表される。
2020年6月、いちごみるく色に染まりたい。の新メンバー（赤担当）となる。2021年3月21日、いちごみるく色に染まりたい。を卒業。これに伴い同日をもってベリーベリープロダクションを退所する。
同年7月、アクセルグロー株式会社に所属。7月9日、WOTARU iDOL PROJECTの第1弾として結成されたLOVE CCiNO（ラブチーノ）に加入。2022年3月31日、本間菜穂が週刊ヤングジャンプの「サキドルエース SURVIVAL SEASON12」に参加。同年、TOKYO IDOL FESTIVALと週刊プレイボーイが共催した「真夏のTGIF 週プレ賞2022」でグランプリを受賞。編集部によると圧倒的な票数だったという。
2022年12月24日、『本間菜穂卒業公演』を以ってLOVE CCiNOを卒業。

## 人物
趣味は妄想。
特技はつまようじを眉毛の上にのせる。
好きな言葉は笑顔が一番。
好きな食べ物は刺身。
好きな映画は「ひるなかの流星」。
小学3年生から芸能キャリアを持ち、数々のステージに立つ。このため物おじしないしない性格である。一方で、家事は全くできない。将来の目標は誰かに頼ることなく、自分で稼いだお金で自分を養えるようになること。
賞レース「真夏のTGIF 週プレ賞2022」参加時にはすでにグラビア仕事を経験済みであり、週刊プレイボーイ本誌にも掲載経験があったた参加しないという選択肢もあったが、自分が掲載された週刊プレイボーイを見たときの気持ちが忘れられず、もっと載りたいと思い手を挙げた。

## 出演

### ドラマ
- 「ウルトラマンギンガS」6話（2014年8月19日、テレビ東京） - 幼少期のヒヨリ 役
- 「表参道高校合唱部!」（2015年8月7日、TBS）
- NHK放送90年ドラマ「経世済民の男 高橋是清」後編[7]（NHK）
- 土曜ワイド劇場「タクシードライバーの推理日誌 第38作伊勢志摩～貝の中の殺意」（2015年8月29日、テレビ朝日） - 神崎睦美（高岡早紀）幼少期 役
- 土曜ワイド劇場「ドクター彦次郎」第1作（2015年10月3日、テレビ朝日） - 森七海（荒川ちか）幼少期 役
- 土曜ワイド劇場「監察官・羽生宗一～毒ハブと呼ばれる男!!」第4作（2016年3月5日、テレビ朝日） - 30年前の菜穂子（雛形あきこ）幼少期 役
- 土曜ワイド劇場「タクシードライバーの推理日誌 第39作スキャンダルな乗客!!」（2016年3月26日、テレビ朝日） - 沢田小百合（中島ひろ子）幼少期 役
- 「嫌われる勇気」1話（2017年1月12日、CX）
- 「アイドル×戦士 ミラクルちゅーんず!」2話（2017年7月9日、テレビ東京）
- MBS/TBS ドラマイズム「咲-Saki-阿知賀編 episode of side-A」4話（2017年12月22日、MBS、TBS） - 山谷ひな 役
- ドラマ「Q & A」（2018年3月24日、テレビ朝日）
- 連続ドラマW「不発弾～ブラックマネーを操る男～」4話（2018年7月1日、WOWOW） - 中野ゆかり 役
- 「柴公園」（2019年1月10日 - 、tvk）
- 「トピックメーカー」内ドラマ「FUNCTION」（2020年8月10日 - 10月26日、千葉テレビ）（11話完結） - 二見 役
- 「トピックメーカー」内ドラマ「大宮サンライズ」（2021年1月18日 - 3月8日、テレビ埼玉）（8話完結） - 西日涼子 役

### 映画
- ホットロード（2014年8月16日、松竹）
- 咲-Saki-阿知賀編 episode of side-A（2018年1月20日、ティ・ジョイ） - 山谷ひな 役
- 霊的ボリシェヴィキ（2018年2月10日、『霊的ボリシェヴィキ』宣伝部） - 少女時代の由紀子 役[8]

### テレビ
- 「東京クラッソ！#98博物館」（2016年2月20日、MX）

### CM
- 日本マクドナルド ハッピーセット プリキュア「早く早く」篇（2014年1月6日 - 19日）
- ホルス・アドヴァイザーズ 「おませな投資家」篇（2014年2月3日 - 2015年2月2日）
- クラシエフーズ ぷちっとくだもの「みんなでぷちっと」篇（2014年3月29日 - 2015年3月28日）
- ベネッセ進研ゼミプラス（2015年12月20日 - 2017年10月3日）
- 森永 pino（2016年4月 - 2018年4月3日）
- イエローハット 「交通安全が看板」篇（2020年11月10日 - ）

### DVD
- 笑顔ファースト（2019年6月25日、EIC-BOOK）[9]
- セカンドらぶ（2019年10月25日、EIC-BOOK)[10] EICB-097
- かけめぐる青春（2020年3月25日、EIC-BOOK）

### 雑誌
- 「Chu→Boh vol.81」（2017年9月4日、海王社）
- 「Chu→Boh vol.84」（2018年3月2日、海王社）
- 「Chu→Boh vol.86」（2018年7月3日、海王社）
- 「Chu→Boh vol.89」（2019年1月5日、海王社）
- 「Chu→Boh vol.91」（2019年5月1日、海王社）
- 「Chu→Boh vol.92」（2019年7月3日、楽楽出版）
- 「Chu→Boh vol.93」（2019年9月3日、楽楽出版）
- 「Chu→Boh vol.94」（2019年11月2日、楽楽出版）
- 「Chu→Boh vol.95」（2020年1月4日、楽楽出版）
- 「Chu→Boh vol.96」（2020年3月3日、楽楽出版）
- 「Chu→Boh vol.97」（2020年5月7日、楽楽出版）
- 「Chu→Boh vol.98」（2020年9月3日、楽楽出版）

※ Chu→Boh 生徒会長就任（2019年4月1日 - 2020年3月31日）
- 「Suku→Boh vol.13」（2019年6月3日、海王社）
- 「Suku→Boh vol.14」（2019年12月3日、楽楽出版）
- 「Suku→Boh vol.15」（2020年7月3日、楽楽出版）
- 「Suku→Boh vol.16」（2020年12月3日、楽楽出版）
- 「月刊B.L.T」4月号（2021年2月24日、東京ニュース通信社） - 「B.l.T」掲載争奪オーディション2位

### インターネットメディア
- 「アイドルにさせといて！」（2017年11月12日 - 、FRESH!/KADOKAWA生テレ） - レギュラー[11]
- 埼玉県移住PR動画「埼玉物語－移住で深まる家族の絆－」（2018年10月25日 - ） - 娘 役[12]
- いきなり突撃クイズ！本間菜穂 編（2019年4月12日）[13]
- TOKYO GRAVURE IDOL FESTIVAL ON LINE 2020【TGIF2020】（2020年10月2日・3日・4日） - TGIF オブ・ザ・イヤー受賞

### ミュージックビデオ
- 和氣あず未 1stシングル『シトラス』（2019年12月13日）[14]

### その他
- 「わたしの恐怖体験<呪>『連れてきたもの』」（2015年1月7日、オデッサ・エンタテインメント） - 少女 役 [15]
- 『笑顔ファースト』DVD発売記念イベント（2019年7月14日）[16]
- 「Chu→Boh vol.94」発売記念サイン会（2019年11月4日）[17]
- 『セカンドらぶ』DVD発売記念イベント（2019年11月4日）[18]